# Florian Guay
 (mai 2023).
Florian Guay, né le 23 novembre 1941 à Saint-Léon-de-Standon, est un technicien en mécanique, agriculteur, menuisier et homme politique québécois.
Il est député de la circonscription de Dorchester de 1970 à 1973, sous la bannière du Ralliement créditiste et maire de Saint-Léon-de-Standon de 1975 à 1979. 

## Biographie
Né le 23 novembre 1941 à Saint-Léon-de-Standon, Florian Guay est le fils d'Émile Guay, cultivateur, et de Noëlla Saint-Hilaire. Il occupe plusieurs emplois pendant sa carrière. Il travaille notamment à la ferme de son père, dans l'industrie forestière et dans l'industrie de la construction de 1959 à 1964. Il est également technicien en mécanique diesel de 1964 à 1968, et gérant général des Meubles Standon Ltée de 1968 à 1970.
En politique, il est organisateur créditiste notamment dans le comté de Dorchester aux élections fédérales de 1962, de 1965 et de 1968. Il est élu député à l'Assemblée nationale du Québec du Ralliement créditiste dans la circonscription de Dorchester en 1970. Candidat du Parti créditiste défait dans Beauce-Nord en 1973, il est par la suite conseiller municipal à Saint-Léon-de-Standon de 1974 à 1975, puis maire de 1975 à 1979. Pendant cette période, il est également menuisier. Il est entrepreneur en construction de 1979 à 2006.
De 1968 à 2000, il est pompier volontaire à Saint-Léon-de-Standon. De 1978 à 1979, il est administrateur de la Caisse d'entraide économique de Dorchester. Il est membre de plusieurs organisations, dont membre fondateur et commandant de la Garde paroissiale de Saint-Léon-de-Standon, membre des Chevaliers de Colomb, président de l'Union régionale de la Côte-du-Sud des gardes paroissiales, ainsi que délégué pastoral pour la paroisse de Saint-Léon-de-Standon à compter de 2007 et membre actif du comité de pastorale.